# SOW
SOW（ソウ）は、日本の小説家（ライトノベル作家）、漫画原作者、ゲームシナリオライター。東京都出身。

## 来歴
2008年に「私立エルニーニョ学園伝説 立志篇」で集英社主催のジャンプ小説新人賞Spring（春期）・フリー部門で銀賞を受賞し、同年12月にジャンプ ジェイ ブックス刊行の同タイトルでデビュー。また、翌2009年には「ミスリード・プリンセス」で学習研究社主催の第1回メガミノベル大賞・金賞と駒都えーじ賞をダブル受賞する。
デビュー作「私立エルニーニョ学園伝説」の挿画が人気漫画家の河下水希であったことに加え、第2作「みすぷり!」（「ミスリード・プリンセス」より改題）では特別審査員を務めたイラストレーター・駒都えーじが副賞として挿画を担当したことから「日本で最もイラストに恵まれている新人ライトノベル作家」と自評している。
ジャンプ系作品を中心にノベライズを手がけており、「るろうに剣心」では作中の関西弁の監修、「ブレイブリーデフォルト」ではブラウザゲーム「BRAVELY DEFAULT PRAYING BRAGE」のシナリオを担当するなど、原作にも関わっている。
「戦うパン屋と機械じかけの看板娘」（HJ文庫刊）は、ボイスドラマ化、そして「このライトノベルがすごい！2016」において、総合20位、新作部門6位に選ばれている。
2019年10月、日本SF作家クラブの会員となる。

## 作品一覧

### 小説

#### 長編
- 私立エルニーニョ学園伝説（ジャンプ ジェイ ブックス）
  - 立志篇（イラスト：河下水希、2008年12月）
  - 青雲篇（カバーイラスト：河下水希、本文イラスト：草志藤吾、2009年12月）
- みすぷり!（イラスト：駒都えーじ / メガミ文庫刊）
  - みすぷり!（2009年7月）
  - みすぷり!2（2010年1月）
- よろず屋退魔士の返済計画　（イラスト：蔓木鋼音/オーバーラップ文庫）
  - よろず屋退魔士の返済計画1 100億の契約書（2013年4月）
  - よろず屋退魔士の返済計画2 魂縛りの少女（2013年9月）
  - よろず屋退魔士の返済計画3 時を越えた再会（2014年2月）
- 戦うパン屋と機械じかけの看板娘（イラスト：ザザ/HJ文庫）
  - 戦うパン屋と機械じかけの看板娘1（2015年3月）
  - 戦うパン屋と機械じかけの看板娘2（2015年7月）
  - 戦うパン屋と機械じかけの看板娘3（2015年11月）
  - 戦うパン屋と機械じかけの看板娘4（2016年3月）
  - 戦うパン屋と機械じかけの看板娘5（2016年7月）
  - 戦うパン屋と機械じかけの看板娘6（2016年12月）
  - 戦うパン屋と機械じかけの看板娘7（2017年8月）
  - 戦うパン屋と機械じかけの看板娘8（2018年6月）
  - 戦うパン屋と機械じかけの看板娘9（2018年12月）
  - 戦うパン屋と機械じかけの看板娘10（2019年11月）
- ホテル ギガントキャッスルへようこそ（イラスト：桜木蓮/ダッシュエックス文庫、2017年3月）
- 3年B組 ネクロマンサー先生（イラスト：がおう/GA文庫、2017年11月）
- ワトソン・ザ・リッパー 〜さる名探偵助手の誰にも話せない過去〜（イラスト：りーん/LINE文庫エッジ、2020年1月）
- 桃瀬さん家の百鬼目録（イラスト：吠L/電撃文庫/日日日、ゆずはらとしゆき、森崎亮人との共著、2020年11月）
- 剣と魔法の税金対策（イラスト：三弥カズトモ/ガガガ文庫）
  - 剣と魔法の税金対策（2021年1月）
  - 剣と魔法の税金対策2（2021年4月）
  - 剣と魔法の税金対策3（2021年7月）
  - 剣と魔法の税金対策4（2021年10月）
  - 剣と魔法の税金対策5（2022年2月）
- 新選組チューボー録（イラスト：齋藤将嗣/矢立文庫配信、2021年2月）

#### 短編
- 我が家のプレデターさん（オーバーラップ文庫一周年記念「NEW SEASONS＋ STORIES」収録　イラスト：nauribon）
- 藤巴の旗の下に（「軍師 黒田官兵衛伝」４巻書き下ろし）

### ノベライズ
- PSYREN -サイレン-（原作&イラスト：岩代俊明）（ジャンプ ジェイ ブックス）
  - PSYREN -サイレン- another call1 紅蓮の聖誕
  - PSYREN -サイレン- another call2 未来は君の手の中に
- べるぜバブ（原作&イラスト：田村隆平）（ジャンプ ジェイ ブックス）
  - 大長編べるぜバブ ベルベル☆西遊記 魔王、孫悟空になる
  - 大長編べるぜバブ2 ベルベル☆タイムトラベル 時をかけるベル坊
  - 大短編べるぜバブ ベルベル☆校外乱闘!! 石矢魔ヤンキー列伝
- るろうに剣心（原作：和月伸宏）（ジャンプ ジェイ ブックス）
  - るろうに剣心
  - るろうに剣心　京都大火編
  - るろうに剣心　伝説の最期編
- ブレイブリーデフォルト  （スクウェア・エニックス）
  - BRAVELY DEFAULT PRAYING BRAGE　200years later〜風の巫女 イデア・オブリージュ〜[5]
- プラアクト（創芸社クリスタルブックス）[6]
  - プラアクト斬（イラスト：稲葉コウ）※シリーズ世界観設定も兼任
- グリムノーツ　（角川ビーズログ文庫アリス刊）
  - グリムノーツ　運命に抗いしものたち（イラスト：がおう）

### ゲームシナリオ
- BRAVELY DEFAULT PRAYING BRAGE（スクウェア・エニックス配信:メインライター）
- グリムノーツ（スクウェア・エニックス配信：サブライター）
- グリムノーツ Repage（スクウェア・エニックス配信：メインライター）

### 漫画原作
- うしろのぼたんさん（漫画原作、漫画：萩尾ノブト）（ヤングアニマルDensiにて連載）
- 剣と魔法の税金対策@comic（漫画原作、作画：蒼井ひな太、キャラクター原案：三弥カズトモ）（2022年5月現在、サンデーうぇぶりとマンガワンにて連載中）
  - 剣と魔法の税金対策@comic 1（2021年10月）
  - 剣と魔法の税金対策@comic 2（2022年2月）